# Transports en Polynésie française

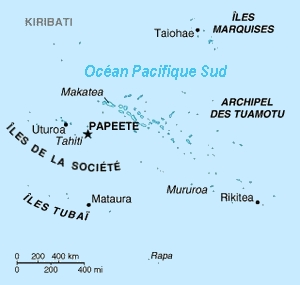
Carte de la Polynésie française

Cet article décrit les différents modes de transports en Polynésie française.

## Compagnies aériennes
- Air Archipels
- Air Tahiti Nui
- Air Tahiti
- Pol'air
- Tahiti Helicopters

## Aéroports
Il existe en Polynésie française 4 aérodromes d'État (Tahiti-Faa'a, Raiatea, Rangiroa, Bora Bora), 40 aérodromes territoriaux et 1 aérodrome militaire. À cela s'ajoutent 6 aérodromes privés.
Aéroport principal de la Polynésie française : Aéroport international Tahiti Faa'a ouvert en 1960.
- Total : 51 
  - pistes pavées : 37
  - pistes non pavées : 13

- Héliport : 1

(2005)

## Routes
En 1999 le réseau routier comprenait au total 2 590 km, dont 1735 km pavés et 855 km non pavés[réf. souhaitée]. En comparaison, le même réseau ne comprenait en 1993 qu'environ 800 km de route, dont seulement 300 km étaient goudronnés, majoritairement à Tahiti (230 km) et dans les îles de la Société.

## Ports
Plusieurs ports desservent les archipels de la Polynésie française : 
- Port autonome de Papeʻete